# Lijst van beelden in Leiderdorp
Dit is een (onvolledige) chronologische lijst van beelden in Leiderdorp. Onder een beeld wordt hier verstaan elk driedimensionaal kunstwerk in de openbare ruimte van de Nederlandse gemeente Leiderdorp, waarbij beeld wordt gebruikt als verzamelbegrip voor sculpturen, standbeelden, installaties, gedenktekens en overige beeldhouwwerken.
Voor een volledig overzicht van de beschikbare afbeeldingen zie: Beelden in Leiderdorp op Wikimedia Commons.
| Geplaatst | Omschrijving                               | Kunstenaar                                   | Straat                                                            | Plaats     | Materiaal                         | Afbeelding |
| --------- | ------------------------------------------ | -------------------------------------------- | ----------------------------------------------------------------- | ---------- | --------------------------------- | ---------- |
| 1964      | Stier                                      | Theo van der Nahmer                          | Leiderdorpsebrug ("Stierenbrug")                                  | Leiderdorp | Brons                             |            |
| 1966      | Moeder en kind                             | Frank Letterie                               | Van der Valk Boumanweg                                            | Leiderdorp | Brons                             |            |
| 1977      | Groep Vogels (verwijderd)                  | Lucas van Blaaderen                          | Rozemarijntuin                                                    | Leiderdorp | Brons                             |            |
| 1979      | Gemeentewapen                              | Onbekend                                     | Willem-Alexanderlaan (Gemeentehuis)                               | Leiderdorp | Metaal                            |            |
| 1991      | Herdenkingsmonument                        | Jan de Baat                                  | Eikenlaan                                                         | Leiderdorp | Granito en roestvrij staal        |            |
| 1993      | Negen bruggen met molenwiekmotief          | Fortuyn/O'Brien en Peter Struycken (Ars Usu) | Wijk Molenhof                                                     | Leiderdorp | Metaal                            |            |
| 1995      | Brandweerman                               | Onbekend                                     | Simon Smitweg (Brandweerkazerne)                                  | Leiderdorp | Brons                             |            |
| 1999      | Donjon                                     | Nicolas Dings                                | Randweg N445 (nabij rotonde, Leyhof)                              | Leiderdorp | Aluminium, brons, roestvrij staal |            |
| 1999      | Gnomon                                     | Nicolas Dings                                | Burchtplein (Leyhof)                                              | Leiderdorp | Hardsteen, staal en brons         |            |
| 1999      | Tractor, Lakenvelder en Groninger Blaarkop | Joris Baudoin                                | Randweg N445 (rotonde, Leyhof)                                    | Leiderdorp | Verschillende materialen          |            |
| 2004      | Zwangere vrouw                             | Berry Holslag                                | Heinsiuslaan                                                      | Leiderdorp | Keramiek                          |            |
| 2005      | Vis op wielen                              | Frank Bolink en Gerard Koopman               | Acacialaan (Rotonde)                                              | Leiderdorp | Brons                             |            |
| 2007      | De Zon                                     | Theo Schepens                                | Simon Smitweg (Rijnland Ziekenhuis)                               | Leiderdorp | Metaal en goudverf                |            |
| 2007      | Zonder titel                               | Fredy E. Wubben                              | Heelblaadjespad (Kerk de Menswording), (Voorheen bij de Muzenhof) | Leiderdorp | Roestvrij staal en metaal         |            |
| 2009      | The Monkey                                 | Adriaan Rees                                 | Gerrit de Blankenlaan                                             | Leiderdorp | Keramiek en metselwerk            |            |
| 2012      | Liggende vrouw                             | Erna Postuma                                 | Wilddreef (plantsoen), voorheen B.G. Cortslaan                    | Leiderdorp | Beton                             |            |
| 2012      | Twee hazen                                 | Iris le Rütte                                | Willem-Alexanderlaan (Gemeentehuis)                               | Leiderdorp | Brons                             |            |
| 2014      | Stay                                       | Ram Katzir                                   | Leeuwerikstraat                                                   | Leiderdorp | Keramiek en bamboe                |            |
|           | De Boogschutter                            | Martinus van der Burgh                       | Van der Valk Boumanweg (Rosarium)                                 | Leiderdorp | Beton                             |            |
|           | Geluidsscherm                              | Jan Willem Snieder                           | Provinciale weg N445 (hoek W. de Zwijgerlaan)                     | Leiderdorp | Metaal                            |            |
|           | Kip, schildpad en beer                     | Lissy Boesen                                 | Frederik Hendriklaan (Oranjegalerij)                              | Leiderdorp | Beton                             |            |
|           | Scheppingsverhaal                          | Renée Karrèr                                 | Van Poelgeestlaan 2 (Scheppingskerk)                              | Leiderdorp | Mozaiek                           |            |
|           | Uitzicht op Arcadië                        | Hans van Lunteren                            | Laan van Berendrecht (Parkpromenade)                              | Leiderdorp | grijs Chinees graniet en water    |            |
|           | Vier kinderen/personen                     | Onbekend                                     | Wilddreef 2 (Basisschool de Driemaster)                           | Leiderdorp | Beton                             |            |
|           | Onbekend                                   | Onbekend                                     | Onbekend                                                          | Leiderdorp | Onbekend                          |            |
|           | Winnie de Poeh (verwijderd)                | Onbekend                                     | Leeuwerikstraat (Prins Willem Alexanderschool)                    | Leiderdorp | Beton                             |            |
|           | onbekend                                   | onbekend                                     | Simon Smitweg, gemeentewerf                                       | Leiderdorp |                                   |            |